# Dani Valente
Daniele Valente dos Santos Gonçalves, mais conhecida Dani Valente (Rio de Janeiro, 27 de janeiro de 1977) é uma atriz brasileira. Obteve destaque ao interpretar Natália em Confissões de Adolescente, a antagonista Flávia em Malhação, a sereia Iara do Sítio do Picapau Amarelo e a gênia Efigênia no humorístico Zorra Total. É casada com o jornalista Christiano Cochrane, filho de Marília Gabriela.

## Carreira
Daniele trabalhou em Escolinha do Professor Raimundo, Zorra Total, no filme Zoando na TV de Angélica, e foi Iara do Sítio do Picapau Amarelo durante três anos. Em 1996 somente Daniele e Maria Mariana gravaram a 3ª temporada de Confissões de Adolescente. Os episódios mostravam as meninas fazendo intercâmbio fora do Brasil. A personagem Diana decide estudar na França e viver com uma família francesa juntamente com sua irmã Natália que vai junto para estudar Ballet. Na época a série havia migrado da TV Cultura para a TF1 (TV Francesa) que comprou os direitos autorais. Em 2010, lançou o livro infantil As Aventuras de Gabi. 
Em 2014, Daniele teve a oportunidade de atuar novamente com suas antigas colegas de trabalho, Maria Mariana, Georgiana Góes e Deborah Secco em Confissões de Adolescente - O Filme, com papéis diferentes ao seriado de 1994 onde as quatro interpretaram os papéis principais. Em 2015, estreia o programa Tomara que Caia, programa que mistura game e humor. Desde então se mudou para Los Angeles com o marido Christiano Cochrane e a filha Valentina, onde largou a atuação e passou a trabalhar como roteirista e criadora de conteúdo.

## Filmografia

### Televisão
| Ano     | Título                          | Personagem               | Notas                                       |
| ------- | ------------------------------- | ------------------------ | ------------------------------------------- |
| 1994–96 | Confissões de Adolescente       | Natália Araújo           |                                             |
| 1996    | Perdidos de Amor                | Nicole                   |                                             |
| 1998–99 | Malhação                        | Flávia Ranieri           | Temporadas 4–5                              |
| 1999    | Você Decide                     | Lara                     | Episódio: "Impulso Incontrolável"           |
| 2000    | Você Decide                     | Lili                     | Episódio: "O Morto Vivo"                    |
| 2001    | Escolinha do Professor Raimundo | Tezinha                  |                                             |
| 2001–05 | Zorra Total                     | Efigênia / Bel / MC Virá |                                             |
| 2001–03 | Sítio do Picapau Amarelo        | Iara                     | Temporadas 1 e 3                            |
| 2002    | Os Normais                      | Verônica                 | Episódio: "Viajar é Normal"                 |
| 2006    | Cilada                          | Samira                   | Episódio: "Cinema"                          |
| 2006    | Pé na Jaca                      | Maria Celina Ribeiro     |                                             |
| 2008    | Casos e Acasos                  | Sueli                    | Episódio: "O Parto, o Batom e o Passaporte" |
| 2008    | Guerra e Paz                    | Valquíria Alves (Val)    |                                             |
| 2009    | Cinquentinha                    | Fátima                   |                                             |
| 2010    | A Vida Alheia                   | Lorena Malka             | Episódio: "Telhado de Vidro"                |
| 2011    | Batendo Ponto                   | Amanda do RH             |                                             |
| 2013    | Vai que Cola                    | Guarda Bela              | Episódio: "Inspetora Geral"                 |
| 2013    | De Volta Pra Pista              | Sílvia                   |                                             |
| 2014–15 | Trair e Coçar É só Começar      | Lígia                    |                                             |
| 2015    | Tomara que Caia                 | Vários personagens       |                                             |
| 2015–17 | Prêmio Multishow de Humor       | Jurada                   |                                             |
| 2016    | Treme Treme                     | Sheila Shirley           | Episódio: "Limpeza Astral"                  |

### Cinema
| Ano  | Título                                          | Personagem     |
| ---- | ----------------------------------------------- | -------------- |
| 1999 | Zoando na TV                                    | Noiva          |
| 2007 | Os Porralokinhas                                | Cacau          |
| 2009 | Xuxa em O Mistério de Feiurinha                 | Branca de Neve |
| 2012 | Colegas                                         | Elisa Gigli    |
| 2013 | Odeio o Dia dos Namorados                       | Carol          |
| 2014 | Confissões de Adolescente - O Filme             | Mãe de Marcelo |
| 2014 | Os Homens São de Marte... E É Pra Lá que Eu Vou | Nathalie       |